# Dolní Hořice
Dolní Hořice (en allemand : Unter Horschitz) est une commune du district de Tábor, dans la région de Bohême-du-Sud, en République tchèque. Sa population s'élevait à 834 habitants en 2020.

## Géographie
Dolní Hořice se trouve à 13 km à l'est-nord-est de Tábor et à 78 km à l'est-sud-est de Prague.
La commune est limitée par Pohnánec, Pohnání, Rodná et Vodice au nord, par Obrataň et Křeč à l'est, par Radenín au sud, et par Chýnov et Ratibořské Hory à l'ouest.

## Histoire
La première mention écrite du village date de 1403.